# Teó d'Alexandria (astrònom)
Teó d'Alexandria (grec antic: Θέων ο Αλεξανδρεύς)  (Imperi Romà, c. 335 (Gregorià) - Alexandria, c. 400 (Gregorià)) va ser un geòmetra i astrònom nadiu d'Alexandria, pare d'Hipàcia. Va viure en temps de Teodosi I el Gran.
De la seva vida, no es coneix altra cosa que el fet que era cap del Musèon d'Alexandria a Egipte, i la melancòlica història de la seva filla Hipàcia. Ambdós eren pagans i la filla ajudava el pare en els estudis matemàtics i astronòmics. Els cristians d'aquella època acostumaven a identificar la ciència amb el paganisme, però de tota manera, entre els alumnes i amistats d'Hipàcia també s'hi comptaven cristians preeminents. En establir-se un greu conflicte entre el patriarca Ciril i el prefecte d'Alexandria Orestes, Hipàcia va ser considerada una amenaça per alguns seguidors del cristianisme i la van acusar d'excessiva familiaritat amb el prefecte. El clergat la va voler forçar a abandonar aquesta relació, ja que l'acusava d'haver influït en el trencament de relacions entre Orestes i el bisbe Ciril; un dia, uns fanàtics encapçalats per un anomenat Pere el lector la van sorprendre al carrer, la van atropellar amb un carro i la van matar, probablement l'any 415.
Teó va escriure uns comentaris sobre els Fenòmens (Φαινόμενα) d'Arat, coneguts com a Scholia i va editar els Elements i la Óptica d'Euclides. També va escriure comentaris de l'Almagest i de les Taules Manuals de Ptolemeu. Alguns epigrames seus es conserven a l'Antologia grega.
Altres obres seves van ser:
- εἰς τὸν Πτολεμαίου πρόχειρον κανόνα, (les opinions de Ptolemeu explicats de manera senzilla), obra atribuïda per Suides
- Πτολεμαίου, Θέωνος, κ. τ. λ., (la continuació del llibre sobre les taules de Ptolemeu)
- Μαθηματικά, (Matemàtiques)
- Ἀριθμητικά, (Aritmètica)
- Περὶ σημείων καὶ σκοπῆς ὀρνέων καὶ τῆς τῶν κοπάκων φωνῆς, (sobre l'observació del vol dels ocells i el significat del seu cant)
- Περὶ τῆς τοῦ κυνὸς ἐπιτολῆς, (sobre la sortida de la Constel·lació del Ca Major)
- Περὶ τῆς τοῦ Νείλου ἀναβάσεως, (sobre les crescudes del Nil)
- εἰς τὸν μικρὸν Ἁστρολάβον ὑπόμνημα, (sobre la història del petit Astrolabi).